# Saint-Uze
Saint-Uze este o comună în departamentul Drôme din sud-estul Franței. În 2009 avea o populație de 1.920 de locuitori.

## Evoluția populației
| An        | 1975  | 1982  | 1990  | 1999  | 2006  | 2009  |
| --------- | ----- | ----- | ----- | ----- | ----- | ----- |
| Populație | 2.086 | 2.003 | 1.846 | 1.589 | 1.783 | 1.920 |